# 치아구 브라스
치아구 브라스 다 시우바(포르투갈어: Thiago Braz da Silva, 1993년 12월 16일~)는 브라질의 육상 선수로 주 종목은 장대높이뛰기이다. 2016년 하계 올림픽에서 금메달, 2020년 하계 올림픽에서 동메달을 획득했다.